# Al-Muttaqi
Abû Ishâq “Al-Muttaqî llâh” Ibrâhîm ben Ja`far al-Muqtadir, surnommé Al-Muttaqî,
est le fils de Al-Muqtadir. Il est né en 908. Il a succédé à son frère Ar-Râdî comme calife abbasside de Bagdad de 940 jusqu’en 944. Il est mort en 968.

## Biographie
Au moment de la mort d’Ar-Râdî, l’« émir des émirs » Bajkam était en campagne contre un émir persan, nommé Al-Baridî. Il avait été vizir et à l’instar d’autre avant lui, il tentait de construire une principauté indépendante ayant déjà pris le contrôle d’Al-Madâ'in au sud de Bagdad. Bajkam envoya son secrétaire pour organiser une consultation des descendants des Abbassides aussi bien que des descendants des Alides pour désigner le successeur. On a choisi  d’Al-Muttaqî, frère cadet du Ar-Râdî. Al-Muttaqî a accepté cette charge. En signe de remerciement son premier geste a été d’envoyer une bannière et une robe d’honneur à Bajkam pour le confirmer dans son poste (941).

### Mort de Bajkam
Bajkam a mis Al-Baridî en déroute. Avant de revenir à Wâsit où se tenait sa cour, Bajkam a participé à une partie de chasse au cours de laquelle il a été tué par une bande de maraudeurs Kurdes. Bagdad est retombée dans l’anarchie. Les troupes Daylamites et Turques sont allées au-devant d’Al-Baridî, lui permettant de reprendre Wâsit et Bagdad comme « émir des émirs ».

### Intervention d’Ibn Râ’iq
Après quelques semaines il a été contraint de s’enfuir, remplacé par un Daylamite appelé Kurtekin. La tyrannie de ce dernier a été telle que le calife a fait appel à Ibn Râ’iq gouverneur de Syrie pour chasser Kurtekin. Pendant ce temps Al-Baridî s’était reposé à Wâsit d’où il est reparti pour attaquer Bagdad. Ibn Râ’iq a convaincu le calife de fuir avec lui vers Mossoul. Al-Muttaqî a bien été reçu par les Hamdanides qui ont organisé une campagne visant à le remettre sur le trône à Bagdad. L’émir Hamdanide de Mossoul, Al-Hasan "Nâsir ad-Dawla" s’est débarrassé d’Ibn Râ’iq en le faisant tuer et en annexant ainsi la Syrie à son domaine (941). Al-Hasan s’est installé à Bagdad d’où il a expulsé Al-Baridî.

### Episode Hamdanide à Bagdad
Malgré leur puissance, leurs victoires sur les Byzantins et leurs origines arabes, les Hamdanides n’étaient pas bienvenus à Bagdad. Les troupes de mercenaires turques ne se sont pas laissées dominer. L’un de leurs chefs, Tuzun venait de vaincre Al-Baridî à Bassora, il est rentré triomphalement à Bagdad où il a été salué du nom d’« émir des émirs » (942). Tuzun dut quitter la capitale. Pendant son absence une conspiration a mis le calife en danger et l’a contraint à faire de nouveau appel à l’aide des Hamdanides. Le Calife s’enfuit à Mossoul.

### Fuite à Raqqa
En 944, les Hamdanides et Tuzun ont fait la paix. Al-Muttaqî se retire à Raqqa, ville qui avait été un temps la capitale de ses ancêtres.

### Visite des Ikhchidîdes
Réfugié à Raqqa depuis plusieurs mois sous la surveillance des Hamdanides, Al-Muttaqî a fait appel à son ancien vassal l’Ikhchidîde Muhammad ben Tughj. Celui-ci s’est empressé de répondre au calife, faisant une humble allégeance et offrant de somptueux cadeaux. Il a offert au calife la possibilité de se réfugier en Égypte et de se mettre ainsi à l’abri de Tuzun. Cette offre comme celle des Hamdanides avait surtout comme objectif de prendre le pouvoir sur le califat et annexer la Syrie.

### Fin du règne
En refusant ces deux offres de tutelle, Al-Muttaqî s’est lui-même jeté dans les mains de Tuzun qui jurait de ses meilleures intentions à l’égard du calife. Tuzun déposa le calife et lui fit crever les yeux. Le jour même, Tuzun installa Al-Mustakfi, cousin d’Al-Muttaqî, pour lui succéder (944).
Tuzun est mort peu après. Al-Muttaqî a survécu jusqu’en 968.